# قمر أرصاد جوية

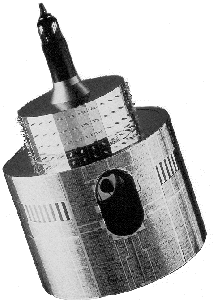
قمر اصطناعي من الجيل الأول

قمر الأرصاد الجوية هو قمر اصطناعي مهمته الرئيسية هي جمع البيانات المستخدمة لرصد الطقس والمناخ لل أرض. كل جيل جديد من من هذه الأقمار يضم أجهزة استشعار فضائية لديها أكثر قوة وقادرة على أداء القياسات على عدد أكبر من القنوات المختلفة التي يمكن استخدامها لفحص الطقس: السحب والأمطار والرياح والضباب، وما إلى ذلك.
عدة بلدان أطلقت شبكات من الأقمار الصناعية للأرصاد الجوية منها: الولايات المتحدة والدول الأوروبية مع وكالة الفضاء الأوروبية (ESA)، والهند والصين وروسيا واليابان. كل هذه الأقمار توفر تغطية شاملة للغلاف الجوي

## تاريخ
تم إطلاق القمر الصناعي الأول الأرصاد الجوية، فانغارد 2، في 17 فبراير 1959 لقياس غطاء السحب. للأسف، في مداره انحرف محور دورانه و لم يستطيع اعطاء سوى القليل من المعلومات. يُعتبر تيروس-1 أول قمر صناعي ناجح في هذا المجال. أطلقته ناسا في 1 أبريل 1960 و قام بالإرسال لمدة 78 يوما. كان هو الجد بالنسبة لبرنامج نيمبوس الذي أدى إلى تطوير أقمار الأرصاد الجوية الحديثة التي أطلقتها ناسا وتُديرها الإدارة الوطنية للمحيطات والغلاف الجوي المعروفة ب NOAA. 

لتلبية بعض الاحتياجات المحددة، مختلف البلدان و جمعيات خاصة أطلقت برامج خاصة بها. في أوروبا، تم إنشاء الأقمار متيوسات، الجيل الأول بالمركز الفضائي لكان ماندليو من قبل مجموعة أُنْشِئَتْ لهذا الغرض: كوسموس، تحت مراقبة المنتج الرئيسي إيروسباسيال . أَطُلِّق القمر الصناعي الأول، متيوسات 1، في 23 نوفمبر 1977.

## الأقمار دات المدار الجغرافى الثابت و القطبي
هناك نوعان من الأقمار الصناعية للأرصاد الجوية: الأقمار دات المدار الجغرافى الثابت والأقمار القطبية.

### الأقمار دات المدار الجغرافى الثابت

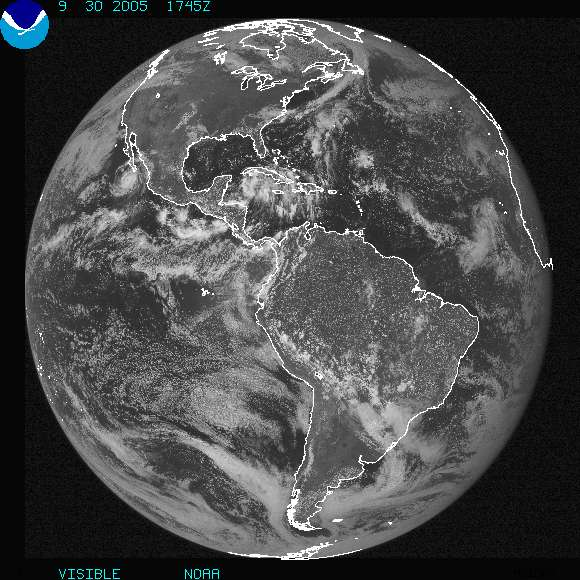
صورة للأرض بواسطة قمر الأرصاد الجوية، مصدر NOAA

يقع مباشرة فوق خط الاستواء، وعلى مسافة من (35888 كلم)، المدار الجغرافى الثابت بالنسبة للأرض يبقى بشكل متزامن مع الأرض. أقمار الأرصاد الجوية دات المدار الجغرافى الثابت ترسل معلومات مستمرة لنفس الجزء من الأرض، وخاصة في الطيف الكهرومغناطيسي تحت الأحمر والمرئي.

تُسْتَخْدَمُ هذه المعلومات من قبل خبراء الأرصاد الجوية لتتبع حالة الطقس واستخراج البيانات المشتقة (درجة الحرارة والبياض) لمعرفة بنية الغلاف الجوي والسحب، وإدخال هذه البيانات في نماذج التنبؤ الرقمي للطقس. وسائل الإعلام أيضا تأخد بيانات نشرات الطقس من تلك الأقمار الصناعية.

أقمار الأرصاد الجوية دات المدار الجغرافى الثابت بالنسبة للأرض لديها الحد الأقصى من الدقة على النقطة التحتية الموجودة على سطح الأرض عموديا على خط الاستواء. الدقة تقل عند حواف القرص الأرضي بسبب التزيح. وهكذا، على سبيل المثال، فوق 65 درجة شمالا أو أقل من 65 درجة جنوب خط العرض، فإن هذه الأقمار تصبح غير صالحة للاستعمال تقريبا.

مختلف البلدان المذكورة أدناه لديها أسطول من هذه الأقمار الصناعية:
- الولايات المتحدة: سلسلة أقمار الأقمار الإصطناعي الجغرافية الثابثة للبيئة GEOS تغطي الأمريكتين وأجزاء من المحيط الأطلسي والمحيط الهادئ. GOES-11 وGOES-12 هي الشغالة في عام 2006، ولكن في أواخر مايو، تم إطلاق GOES-N في المدار وتصبح GOES-13 لحظة تفعيلها.
- وكالة الفضاء الأوروبية: ESA لديها سلسلة أقمار متيوسات بأرقام 6 و 7 و 8 التي تغطي المحيط الأطلسي ورقم 5، المحيط الهندي.
- اليابان: وضعت MTSAT-1R في 140 درجة غربا، ويغطي المحيط الهادئ.
- الهند: METSAT-1 / KALPANA-1 عند 74 درجة غربا.
- روسيا: A GOMS المتمركزة على خط الطول من موسكو.
- الصين: تستخدام سلسلة فنغ يون (风云)، الأحدث هو FY-2C في 105 درجة غربا، أطلق في أكتوبر 2004.

### الأقمار القطبية
لاستكمال مهمة أقمار الأرصاد الجوية دات المدار الجغرافى الثابت بالنسبة للأرض، الأقمار الصناعية القطبية توجد على ارتفاع منخفض ( 720 حتي 800 كم) على طول مسار بزاوية ميلان حادة بالقرب من القطبين. إنها أقمار دات مدار متزامن مع الشمس، وهذا يعني أن محور الدوران عمودي على المستقيم بين الشمس والأرض. يمرون مرتين على أي نقطة من الأرض كل يوم في الوقت نفسه بالساعة الشمسية.

لأنها الأقرب إلى السطح، هذه الأقمار لديها دقة أفضل. يمكنها أن تميز بسهولة أكبر درجة حرارة السحب و تفاصيل شكلها المرئي. حرائق الغابات والضباب هي أكثر وضوحا. يمكننا أيضا استخراج معلومات الرياح بملاحظة شكل وحركة السحب. للأسف، لأنها لا تغطي نفس المنطقة من سطح الأرض باستمرار، لديها محدودية في استخدامها لمراقبة الطقس في الوقت الحقيقي. فهي مفيدة بشكل خاص في هذا المجال في المناطق القطبية حيث صور من الأقمار الصناعية المختلفة أكثر تواترا ويمكنها أن ترى ما هو غير مرئي تقريبا بالنسبة لأقمار الأرصاد الجوية دات المدار الجغرافى الثابت بالنسبة للأرض.

## المعدات التقنية
تُجَهَّزُ أقمار الأرصاد الجوية بنوعين من أجهزة الاستشعار:
- راديوميتر لقياس درجة حرارة الغلاف الجوي و الماء الموجود فيه. تعمل هذه الاجهزة في طيف الأشعة تحت الحمراء. أول هذه الاجهزة لا تعمل إلا عند بعض الأطوال الموجية في حين الأجيال الجديدة تقسم هذا الطيف إلى أكثر من 10 قنوات.
- راديوميتر لقياس نسبة سطوع انعكاس ضوء الشمسي على أسطح مختلفة.  تُصَحَّح هذه البيانات من قبل برامج التحليل على الأرض حسب زاوية الشمس لتوحيد المعلومات.

و حديثا تمت إضافة:
- ماسح ليجري مسحا عن بعد للغلاف الجوي العلوي من أجل معرفة درجة الحرارة والرطوبة هناك.